# Claus Brune
Claus Brune (* 1. Oktober 1949) ist ein ehemaliger deutscher Fußballspieler. Der Offensivspieler hat von 1968 bis 1973 bei den Vereinen Hannover 96 (61-11) und Wuppertaler SV (1-0) insgesamt 62 Spiele in der Fußball-Bundesliga absolviert und elf Tore erzielt.

## Karriere
Brune wechselte 1968 vom SF Ricklingen zum Bundesligisten Hannover 96. Unter DFB-Trainer Udo Lattek wurde er in den Kreis der Jugend-Nationalmannschaft und der deutschen Amateur-Auswahl berufen. Trainer Zlatko Čajkovski, der zur Saison 1968/69 das Amt bei den 96er zu Saisonbeginn übernommen hatte, ließ Brune am 17. August 1968 debütieren. Beim Auswärtsspiel beim SV Werder Bremen, das 3:2 verlorenging, spielte Brune bis zur 72. Minute, in der er ausgewechselt wurde. Neben Brune waren auch noch Wilfried Ahnefeld, Peter Loof und Rainer Zobel neu zu den „Roten“ gekommen. Trotz der prominenten Angreifer Jupp Heynckes und Josip Skoblar belegte Hannover am Rundenende lediglich den 11. Rang und Brune war zu elf Ligaeinsätzen (1 Tor) gekommen. Im zweiten Bundesligajahr, 1969/70, gehörte der auf beiden Flügelpositionen verwendbare Angreifer mit 29 Ligaspielen und acht Toren der Stammbesetzung an. Mit Zvezdan Čebinac war ein neuer Rechtsaußen gekommen, aber in der Tabelle ging es abwärts, Hannover kämpfte um den Abstieg. Trainer Čajkovski wurde zum 8. Dezember 1969 entlassen und am Rundenende belegten die 96er mit 30:38 Punkten den 13. Rang. Die schwache Auswärtsbilanz mit 5:29 Punkten und das negative Torverhältnis mit 49:61 Toren trugen maßgeblich zur schlechten Rundenbilanz bei. Die herausragende Trefferquote des Mittelfeldmotors Hans Siemensmeyer mit 34 Ligaeinsätzen und 12 Toren half entscheidend bei der Realisierung des Klassenerhaltes mit. In seinem dritten Bundesligajahr, 1970/71, erlebte Brune die Arbeit von Trainer Helmuth Johannsen. Für den Angriff waren mit Rudolf Nafziger, Ferdinand Keller, Horst Bertl und Willi Reimann neue Stürmer gekommen, wobei Mittelstürmer Keller sich mit 19 Treffern als die erhoffte Torjägerverstärkung erwies. Brune kam unter Johannsen auf 21 Ligaeinsätze (2 Tore) und die „Roten“ belegten am Rundenende den 9. Rang. Nach 61 Bundesligaspielen, 2 Pokalspielen und 4 Messepokalspielen (je einmal gegen AIK Stockholm und Leeds United, zweimal gegen Ajax Amsterdam) wechselte er dann zur Saison 1971/72 zum Wuppertaler SV in die zweitklassige Fußball-Regionalliga West.
In seinem ersten Jahr, der Saison 1971/72, wurde Brune mit dem Team vom Stadion am Zoo unter Trainer Horst Buhtz mit sechs Punkten Vorsprung vor Rot-Weiss Essen Meister. Der ehemalige Italienprofi Buhtz favorisierte ein Offensivsystem mit den zwei Spitzen Gustav Jung als klassischer Rechtsaußen mit Schnelligkeit und Flankenstärke, sowie Torjäger Günter Pröpper im Angriffszentrum. Heinz-Dieter Lömm agierte als „hängender Linksaußen“ und kam eindeutig aus dem Mittelfeld. Brune debütierte am 29. August 1971 bei einem 6:0-Heimerfolg gegen die SpVgg. Erkenschwick in der Regionalliga West. Er wurde in der 58. Minute für Lömm eingewechselt. „Meister Pröpper“ erzielte dabei fünf Tore und holte sich am Rundenende mit sagenhaften 52 Treffern die Torschützenkrone. Brune wurde in der Liga in 22 Spielen eingesetzt und erzielte beim Titelgewinn zwei Tore. In der anschließenden Aufstiegsrunde sicherte sich Wuppertal mit 8 Siegen aus 8 Spielen den Aufstieg in die Bundesliga. Brune war in den Spielen gegen den VfL Osnabrück (5:0), Tasmania 1900 Berlin (5:2) und Borussia Neunkirchen (3:2) jeweils in der zweiten Halbzeit im Angriff eingewechselt worden. In der Bundesligarunde 1972/73 wurde er von Buhtz lediglich beim 3:0-Heimsieg gegen den VfL Bochum am 23. September 1972 in der 68. Minute eingewechselt. Er schloss sich zur letzten Saison der alten zweitklassigen Regionalliga dem SV Arminia Hannover an und ging damit wieder in seine Heimat zurück.
Bei den „Blauen“ bewies er 1973/74 noch einmal mit 15 Treffern in 33 Ligaeinsätzen seine Torgefährlichkeit. Die Arminen belegten 1974 den 9. Rang, waren damit aber nicht für die ab 1974/75 neu startende 2. Fußball-Bundesliga qualifiziert. Deshalb schloss sich Brune zur Saison 1974/75 Olympia Wilhelmshaven an. Mit der Olympia belegte er im Debütjahr der 2. Bundesliga den 17. Platz, dies bedeute aber den Abstieg. Er hatte an der Seite von Mitspielern wie Bernd Helmschrot, Willi Götz und Hans-Peter Gummlich in 25 Zweitligaeinsätzen fünf Tore erzielt. In der anschließenden Saison beendete er seine Karriere aus gesundheitlichen Gründen.